# Revue (hudba)
Revue je typ hudebního divadla, ve kterém převládá zábavný charakter. Řadí za sebou taneční a  pěvecké výstupy prokládané mluveným slovem (vtipnými scénkami). Vstupy spojuje konferenciér. Je kořenem a předchůdcem muzikálu. 
Podobně jako související podformy operety a muzikálového divadla, revuální umělecká forma spojuje hudbu, tanec a skeče a vytváří působivou show. Na rozdíl od nich však revue nemá zastřešující děj. Obecné téma slouží spíše jako motto pro volně navazující řadu aktů, které střídají sólová vystoupení a taneční soubory.
Kvůli vysokým cenám lístků, sprostým reklamním kampaním a občasnému použití chlípného materiálu byla revue typicky sponzorována členy publika. Stejně jako většina populárních zábav té doby i revue často obsahovaly materiál založený na sofistikovaných, neuctivých pitvách aktuálních záležitostí, veřejných osobností a módních trendů, ačkoli primární přitažlivost byla nalezena v upřímném zobrazení ženského těla.

## Zlatý věk
Revue se těšily velkému úspěchu na Broadwayi od první světové války až do Velké hospodářské krize, kdy krach akciového trhu donutil mnoho revuí z jeskynních broadwayských domů do menších dějišť. (Přehlídky se však nadále zřídka objevovaly ve velkých divadlech až do 50. let.) Vysoké ceny lístků mnoha revuí pomohly zajistit diváky odlišné od jiných živých populárních zábav během jejich vrcholu popularity (konec 10. let – 40. léta). V roce 1914 si Follies účtovali 5,00 $ za úvodní noční lístek (130 $ v dolarech roku 2020); v té době si mnoho kin účtovalo od 0,10 do 0,25 dolaru, zatímco levná sedadla ve vaudeville byla 0,15 dolaru.  Mezi mnoha populárními producenty revuí sehrál Florenz Ziegfeld největší roli ve vývoji klasické revue prostřednictvím své oslavy nového divadelního „typu“, „americké dívky“. Ziegfeld, známý svými často bizarními reklamními plány a neustálými dluhy, se připojil k Earlu Carrollovi , George Whiteovi, Johnu Murraymu Andersonovi a Shubert Brothers jako vedoucí producentská postava zlatého věku americké revue. Revues měly také zastoupení v Německu ve 30. a 40. letech 20. století, kdy byly natočeny filmy jako „Frau meiner Träume“.
Revues využily svého vysokého toku příjmů k odlákání účinkujících od jiných médií a často nabízely přemrštěné týdenní platy bez neustálého cestování, které vyžadují jiné zábavy. Umělci jako Eddie Cantor, Anna Held, WC Fields, Bert Williams, Ed Wynn, Marx Brothers a Fairbanks Twins zaznamenali velký úspěch na revuální scéně. Jedním z prvních vystoupení Colea Portera byla revue Raymonda Hitchcocka Hitchy-Koo z roku 1919 . Skladatelé nebo textaři jako Richard Rodgers, Lorenz Hart, Irving Berlin nebo George M. Cohan se také těšili obrovskému přijetí ze strany publika. Někdy, vystoupení v revue představovalo klíčový brzký vstup do zábavy. Z velké části díky centralizaci v New Yorku a obratnému využití publicity se revue ukázaly jako obzvláště zběhlé v uvádění nových talentů do amerického divadla. Rodgers a Hart, jeden z největších týmů skladatelů a textařů amerického hudebního divadla, navázali na své rané studentské revue Columbia University úspěšným Garrickem Gaieties (1925). Komik Fanny Brice, po krátkém období v burlesce a amatérské rozmanitosti, se uklonil revuálnímu publiku v Ziegfeldových hloupostech z roku 1910 . Specialisté a skladatelé revuí zahrnovali Sandy Wilson, Noël Coward, John Stromberg, George Gershwin, Earl Carroll a britský tým Flanders and Swann . Převážně v Británii se Tom Arnold specializoval také na propagaci sérií revuí a jeho aktů rozšířených na evropský kontinent a Jižní Afriku.